# Jack Davies
Jack Davies (* 25. November 1913 in London; † 22. Juni 1994 in Kalifornien) war ein britischer Drehbuch- und Buchautor.

## Leben
Davies begann nach Abschluss seiner Schulbildung für British International Pictures zu arbeiten. Ab 1934/1935 entstanden erste Filme, die auf seinen Drehbüchern beruhten. Während des Zweiten Weltkrieges diente er in der Royal Air Force und verfasste die Drehbücher für Trainingfilme. Nach dem Ende seines Dienstes arbeitete er zunächst als Filmkritiker für die Sunday Graphic, wandte sich dann aber ab 1948 wieder dem Drehbuchschreiben zu. Bei mehreren Projekten arbeitete er mit dem Regisseur und Drehbuchautor Ken Annakin zusammen.
Davies veröffentlichte mehrere Romane, die teilweise auch verfilmt wurden. So basiert der Actionfilm Sprengkommando Atlantik (1979) auf seinem Buch Esther, Ruth and Jennifer. Davies selbst verfasste dazu auch das Drehbuch. Nach dieser Produktion setzte er sich in Kalifornien zur Ruhe.
Das Drehbuch zum Film Doktor Ahoi! brachte ihm zusammen mit Nicholas Phipps eine Nominierung für den BAFTA Film Award ein.
1966 war Davies gemeinsam mit Ken Annakin für Die tollkühnen Männer in ihren fliegenden Kisten für den Oscar in der Kategorie Bestes Originaldrehbuch nominiert.
Sein Sohn John Howard Davies (1939–2011) war als Schauspieler, Filmregisseur und -produzent tätig.
Insgesamt war er an mehr als 40 Produktionen beteiligt, vor allem Komödien.

## Filmografie (Auswahl)
- 1951: Wer zuletzt lacht (Laughter in Paradise)
- 1952: Treffpunkt Moskau (Top Secret)
- 1955: Doktor Ahoi! (Doctor at Sea)
- 1956: Ich und die Frau Gräfin (Up in the World)
- 1957: Ein Alligator namens Daisy (An Alligator Named Daisy)
- 1962: Die sieben Schlüssel (Seven Keys)
- 1962: Früh übt sich… (On the Beat)
- 1962: O Darling – was für ein Verkehr (The Fast Lady)
- 1962: So ein Gauner hat’s nicht leicht (Crooks anonymous)
- 1963: Bettgelächter (A Stitch in Time)
- 1964: 90 Nächte und ein Tag
- 1965: Die tollkühnen Männer in ihren fliegenden Kisten (Those Magnificent Men in their Flying Machines or How I Flew from London to Paris in 25 Hours 11 Minutes)
- 1965: Die große Flasche (The Early Bird)
- 1966: Das Mädchen aus der Cherry-Bar (Gambit)
- 1967: Hilfe, sie liebt mich nicht! (Doctor in Clover)
- 1969: Monte Carlo Rallye (Monte Carlo or Bust!)
- 1970: Ein blinder Passagier hat’s schwer (Doctor in Trouble)
- 1974: Papier Tiger (Paper Tiger)
- 1979: Sprengkommando Atlantik (North Sea Hijack)